# Stade Léo-Lagrange (Chalon-sur-Saône)
 (décembre 2022).
Si vous disposez d'ouvrages ou d'articles de référence ou si vous connaissez des sites web de qualité traitant du thème abordé ici, merci de compléter l'article en donnant les références utiles à sa vérifiabilité et en les liant à la section « Notes et références ».
Pour les articles homonymes, voir Stade Léo-Lagrange.
Le stade Léo-Lagrange est un complexe sportif situé à Chalon-sur-Saône, en France. Le terrain principal peut accueillir 9 000 spectateurs, 2 185 assis dans la tribune couverte et 6 815 debout dans les gradins qui encerclent le stade. Le stade accueille l'équipe de l'ECA Chalon, club d'athlétisme chalonnais.
Ayant accueilli pendant longtemps, l'équipe de rugby, le stade fut pendant longtemps utilisée pour accueillir les matchs de Coupe de France de football sur terrain neutre lors des trente-deuxièmes de finale de cette compétition.

## Présentation du complexe
Ce complexe sportif comprend plusieurs terrains avec le Terrain principal (athlétisme, football, rugby), le Terrain Louis Brailly (rugby) d'une capacité de 5 000 places, le Terrain Jean-Pierre Adams (football) d'une capacité de 2 300 places dont 1 500 places assises.

## Histoire du stade et du complexe

### Construction de l'enceinte et du complexe

#### Projet d'un grand stade
Au début des années 1950, la ville de Chalon-sur-Saône, sous-préfecture de Saône-et-Loire peuplée par de 35 000 âmes possède uniquement le stade Eugène Lebeau, adapté au rugby et le football, situé rue Claude Perry, aujourd'hui détruit et remplacée par le Lycée Professionnel Julien de Balleure, le stade trop petit, ne peut pas être agrandi car entourée d'infrastructures et inadapté au club de rugby chalonnais. Le projet de grand stade à l'extérieur de la ville voit le jour et va vite être concrétiser puisque le projet est adopté par le conseil municipal de la ville. Un emplacement en plein champ, au nord de la ville est choisi pour accueillir le futur grand stade. 

#### Construction du complexe
La construction du complexe commence au début de l'année 1959, avec le terrassement, le stade est construit en contrebas d'une butte construite pour y accueillir les gradins et protéger le terrain, du vent. Durant l'année 1959, le trou et la butte sont construits. Puis le terrain et la piste d'athlétisme sont construits ainsi que le début du terrain annexe. Enfin les gradins du stade principal sont construits sur la pente. La tribune couverte est construite avec les locaux sous celle-ci et un toit en porte-à-faux, sans poteau de soutien. Les gradins non-couverts sont construits en deux niveaux séparés par un couloir central pour la circulation des spectateurs. Le parking et le chemin ceinturant l'enceinte sont aménagés vers la fin de la construction et l'ensemble du complexe est terminée. En 1966, après sept années de construction, le complexe est inauguré, le stade est présenté dans Architecture Française. À son inauguration, le stade possède une tribune couverte de 2 185 places assises et des gradins non-couverts en partie debout sauf la partie centrale, en face de la tribune couverte, qui est équipée de bancs, tout comme la tribune couverte, pour permettre d'accueillir des spectateurs assis. La capacité du stade est de 12 000 places dont environ 3 000-3 500 places assises. Le terrain annexe possède quant à lui, une tribune en partie couverte et des gradins non-couverts situé en face de celle-ci. Le complexe possède d'autres terrains d'autres sports.

### Après inauguration

#### Premières années
Le stade principal est inauguré en 1964. Dès cette année-là, le stade accueille un seizième de finale de Coupe de France entre l'Olympique Lyonnais et Forbach qui est remporté devant 3 824 spectateurs par les Lyonnais, deux buts à zéro. Le complexe est inauguré en 1966 et dès lors le Racing Club Chalon, club de rugby évoluant alors au niveau national, quitte son stade originel pour le nouveau complexe. En 1973, le stade accueille son premier match de Coupe de France sur terrain neutre depuis l'inauguration du complexe, il s'agit de la rencontre entre Arles et Châteauroux, clubs de Division 2. Devant seulement 486 spectateurs, Arles s'imposent deux buts à zéro. En 1977, le stade accueille un nouveau 32e de finale entre l'Olympique Lyonnais et le FC Gueugnon, pour l'occasion, le stade est plein avec 10 000 spectateurs, record d'affluence du stade. Le match est remporté par les Gueugnonnais, un but à zéro. Aucune évolution n'est apportée au stade jusqu'en 1990.

#### Rénovation de la piste d'athlétisme et du terrain de football
En 1987, le terrain de football est rénové, une tribune est construite sur ce terrain qui accueille dès lors le FC Chalon qui jouait jusqu'à présent sur le terrain annexe. La piste d'athlétisme, présente depuis la construction du stade, est vétuste et va être remplacée par une nouvelle piste neuve comportant plus de couloirs que celle d'origine. En 1990, la piste d'athlétisme est détruite et est remplacée durant l'année par une nouvelle piste en résine. La fin de la piste coupée est allongée au détriment des gradins qui sont légèrement détruits.

#### Fin du rugby sur le terrain
À la fin des années 1990, les gradins sont tous changés en places assises car jusqu'à présent, il s'agissait de places debout sauf pour la partie centrale. Cette modification fait diminuer la capacité à 9 000 places, toutes assises, il s'agit de la capacité actuelle du stade. Sur le terrain annexe, une nouvelle tribune est construite à la place des gradins, détruit sauf les côtés. Il s'agit d'une tribune couverte comportant des sièges formant le mot « Chalon ». En 2016, le RC Chalon dépose le bilan, et disparait, ce qui fait que le complexe se retrouve sans club de rugby, finalement un nouveau club de rugby est créé et joue ses matchs sur le terrain annexe adapté au rugby.

#### Piste d'athlétisme en 2017
En 2017, la piste d'athlétisme, construite en 1990, est détruite et remplacée par une nouvelle piste, nouvelle génération pour accueillir des compétitions nationales. Le 10 et 11 octobre 2020, le stade accueille les Championnats de France Master d'athlétisme. En 2021, après la rénovation du terrain de rugby et du grand stade d'athlétisme, il est annoncé que le terrain de football va être rénové.

## Sports

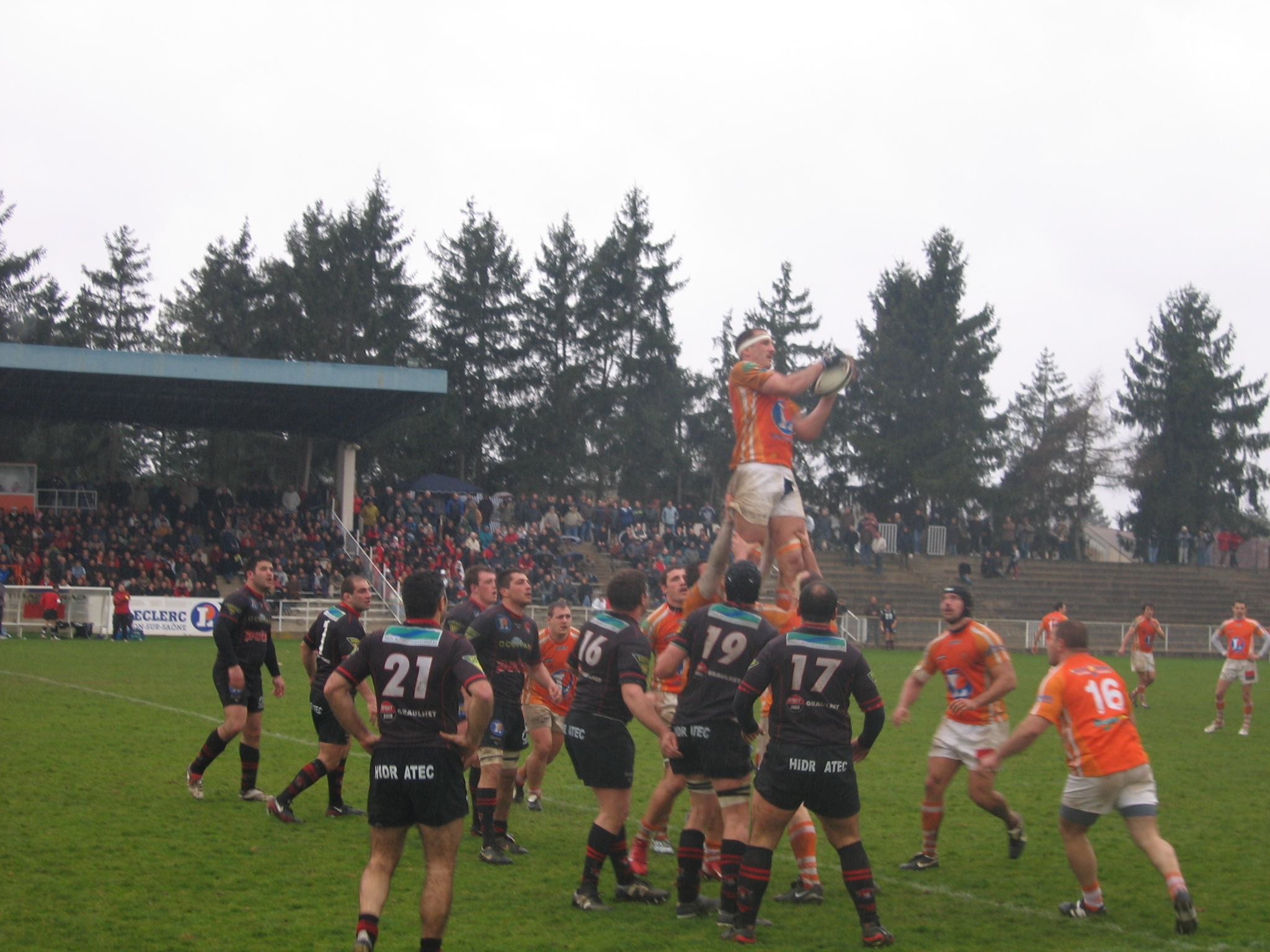
Match de rugby du RC Chalon sur le terrain Louis Brailly

- Athlétisme
- Rugby à XV
- Football
- Tennis

## Clubs résidents
- ECA Chalon (Grand stade)
- Racing club chalonnais (Terrain Louis Brailly)
- Football Club Chalonnais (Terrain Jean-Pierre Adams)

## Architecture

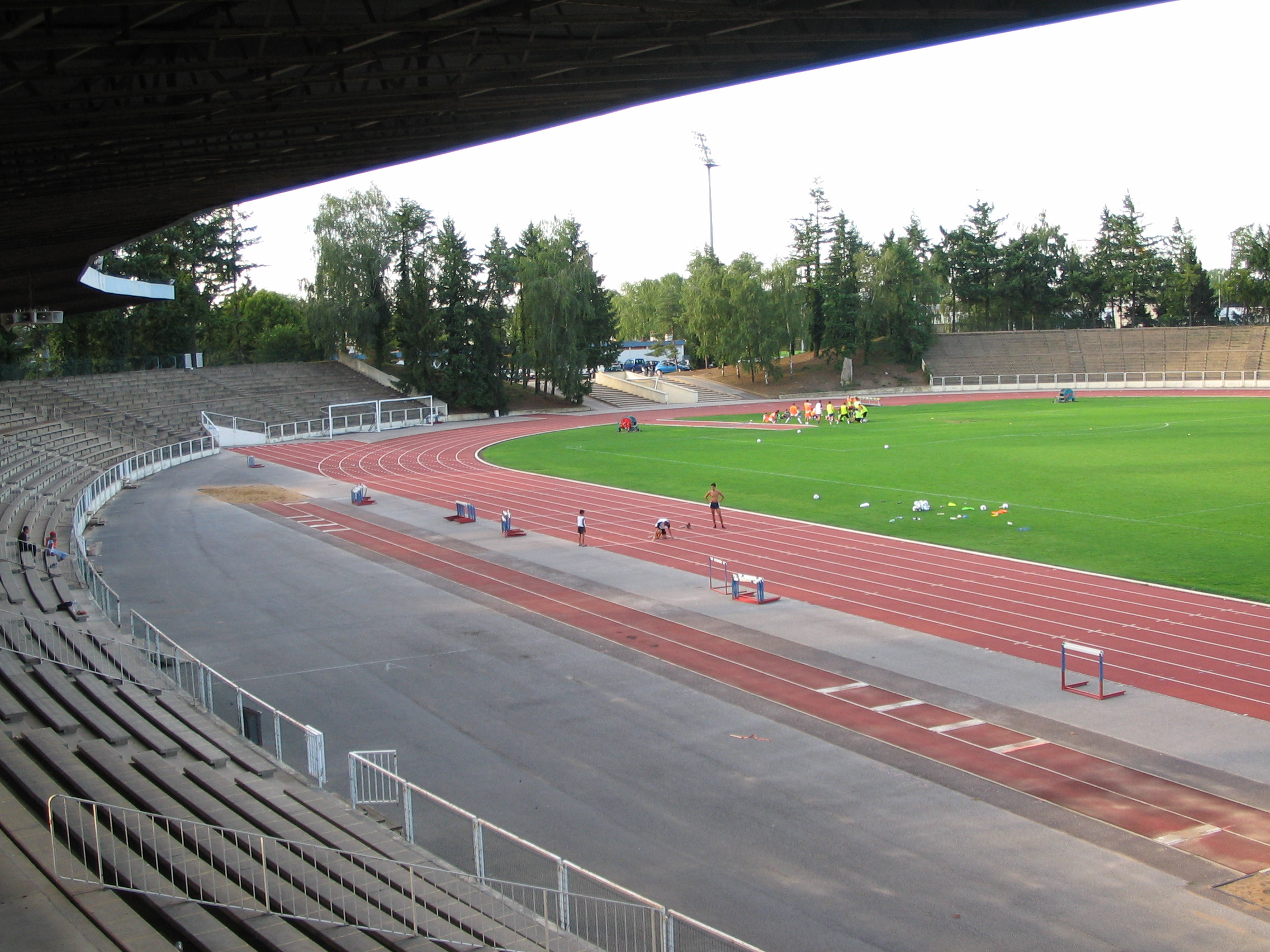
Tribune couverte principale (Terrain principal).
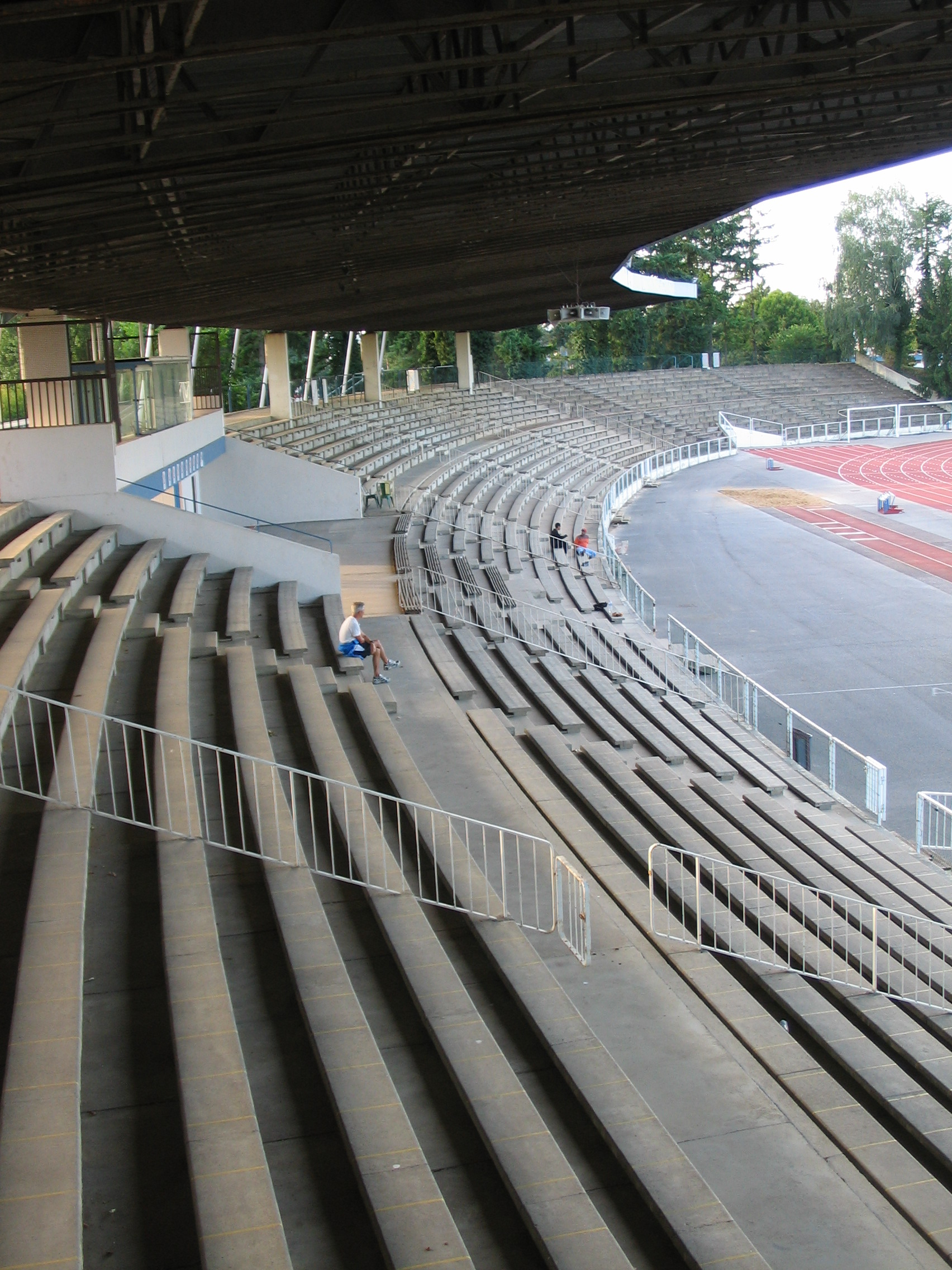
Plan rapproché (Terrain principal).

## Évènements

### Évènements sportifs

#### Coupe de France
Matchs de Coupe de France (hors Football Club Chalonnais)
| Date            | Équipe 1                 | Résultat  | Équipe 2             | Tour          | Affluence | Recette   |
| --------------- | ------------------------ | --------- | -------------------- | ------------- | --------- | --------- |
| 9 février 1964  | Olympique Lyonnais (D1)  | 2 - 0     | Forbach (D2)         | 16è de finale | 3 824     | 23 176 F  |
| 14 février 1965 | SC Toulon (D1)           | 2 - 0     | US Quevilly (CFA)    | 16è de finale | 1 957     | 10 119 F  |
| 18 février 1973 | AC Arles-Avignon (D2)    | 2 - 0     | LB Châteauroux (D2)  | 16è de finale | 486       | 5 318 F   |
| 13 février 1977 | Olympique Lyonnais (D1)  | 0 - 1     | FC Gueugnon (D2)     | 32è de finale | 10 000    | ?         |
| 10 février 1980 | ASM Belfort (D3)         | 1 - 2 ap. | Paris FC (D2)        | 32è de finale | 1 000     | ?         |
| 15 février 1981 | Louhans-Cuiseaux FC (D3) | 2 - 1     | Gazélec Ajaccio (D2) | 32è de finale | 4 035     | 96 632 F  |
| 29 janvier 1984 | AS Nancy-Lorraine (D1)   | 1 - 0     | FC Gueugnon (D2)     | 32è de finale | 6 909     | 199 026 F |
| 9 février 1985  | SC Bastia (D1)           | 4 - 2 ap. | RC Strasbourg (D1)   | 32è de finale | 5 585     | 210 000 F |
| 12 mars 1988    | FC Metz (D1)             | 1 - 0     | FC Montceau (D2)     | 32è de finale | 6 098     | 267 089 F |

### Autres références
1. ↑  Site de l'ASRC Chalon, page de présentation, consulté le 11 mars 2012